# Walter T. Galligan

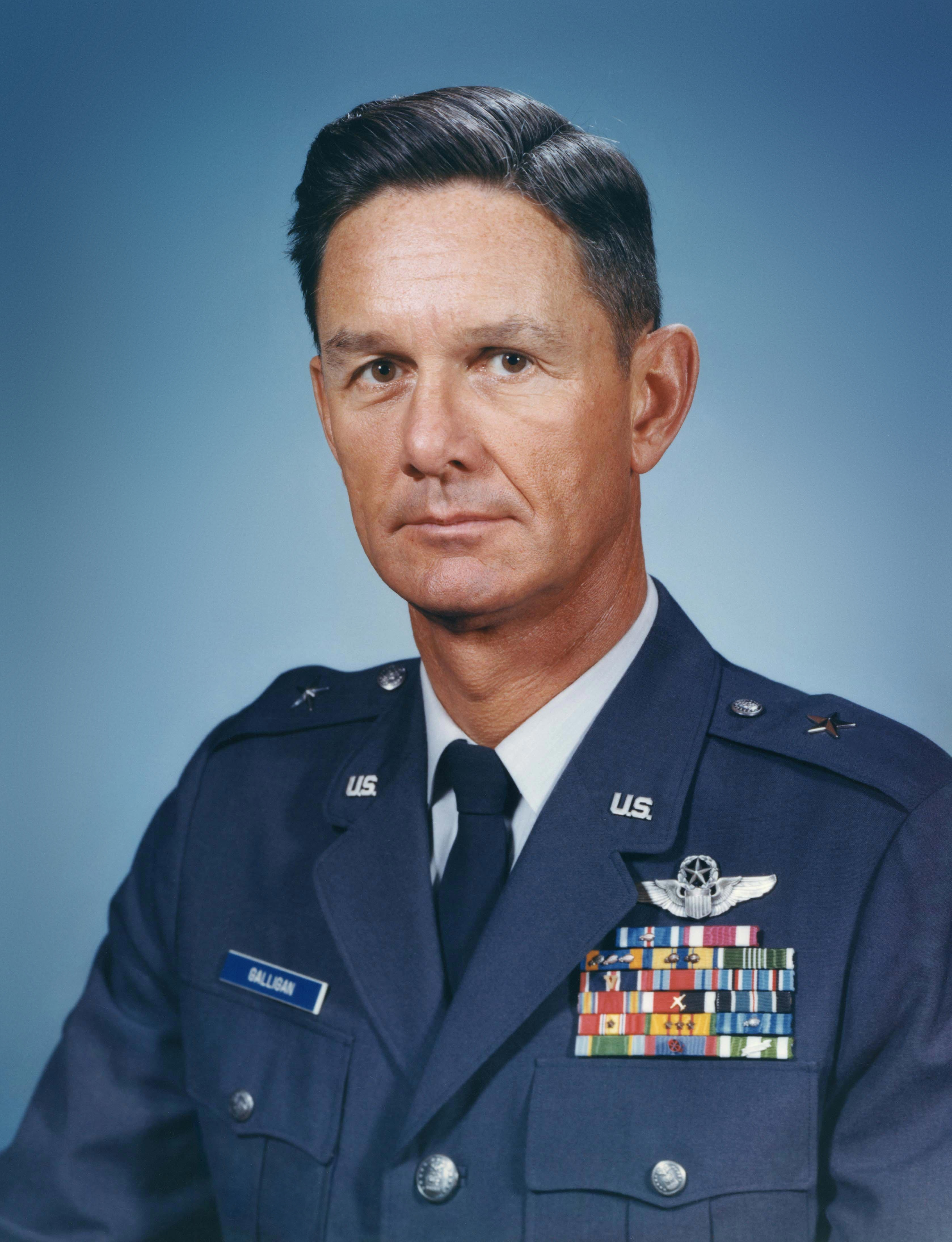
Walter T. Galligan

Walter Turbush Galligan (* 14. März 1925 in Bronx, New York City, New York; † 22. Dezember 2010 in Universal City, Bexar County, Texas) war ein Generalleutnant der United States Air Force. Er war unter anderem Kommandeur der United States Forces Japan und der 5. Luftflotte.
Er besuchte die öffentlichen Schulen seiner Heimat einschließlich der St. Michael’s Academy. Im Jahr 1945 absolvierte er die United States Military Academy in West Point. In der Armee bzw. ab 1947 in der United States Air Force durchlief er anschließend alle Offiziersränge vom Leutnant bis zum Drei-Sterne-General.
Im Lauf seiner militärischen Karriere absolvierte er verschiedene Kurse und Schulungen. Dazu gehörten unter anderem eine Ausbildung zum Kampfpiloten und weitere Fortbildungskurse als Pilot neuer Flugzeugtypen; der Junior Staff Officer Course; die Central Instructors School; das U.S. Air Force Institute of Technology Program; das Armed Forces Staff College in Norfolk, Virginia und das Industrial College of the Armed Forces. Außerdem erhielt er einen akademischen Grad von der Harvard Business School.
Im Jahr 1946 war er auf der Tulln Air Base in Niederösterreich stationiert, wo er als Stabsoffizier fungierte (base adjutant). Im Jahr 1947 wurde er in die neu gegründete United States Air Force übernommen. In den Jahren 1948 und 1949 war er während der Berliner Luftbrücke einer der Piloten die zwischen der Wiesbaden Air Base und dem Flughafen Berlin-Tempelhof pendelten.
In den folgenden Jahren war Walter Galligan an verschiedenen Stützpunkten in den Vereinigten Staaten stationiert. Dabei war er als Pilot, Flugausbilder oder Stabsoffizier bei unterschiedlichen Einheiten tätig. Dazwischen absolvierte er die erwähnten Schulungen. Zwischen Juli 1967 und August 1968 war er auf der Torrejon Air Base in Spanien stellvertretender Kommandeur des 401. Taktischen Kampfgeschwaders (401st Tactical Fighter Wing). Es folgte eine Versetzung nach Wiesbaden in Deutschland, wo sich damals das Hauptquartier der United States Air Forces in Europe befand. Dort war er zwischen August 1968 bis August 1969 Stabsoffizier in dessen Abteilung für Operationen.
Ab August 1969 war Galligan im Vietnamkrieg eingesetzt. Dort kommandierte er zunächst das 35. Taktische Kampfgeschwader (35th Tactical Fighter Wing). Ab Juni 1970 war er dann Stabsoffizier bei der ebenfalls in Vietnam eingesetzten 7. Luftflotte. Im Februar 1971 wurde er zur United States Air Force Academy in Colorado Springs in Colorado versetzt. Dort war er bis Februar 1973 Führungsoffizier der Kadetten (commandant of cadets, U.S. Air Force Academy). Danach wurde er Leiter der Kommandostelle United States Air Force Security Service. Diese Aufgabe nahm er zwischen Februar 1973 und Mai 1974 wahr.
Anschließend wurde er nach Japan versetzt, wo er am 8. Mai 1974 als Nachfolger des kommissarischen Kommandeurs Edward P. McNeff den Oberbefehl über die United States Forces Japan und die 5. Luftflotte übernahm. Diese beiden Ämter waren traditionell in Personalunion miteinander verbunden. Walter Galligan behielt diese Kommandos bis zum 22. Juni 1977, als er von George G. Loving Jr. abgelöst wurde. Anschließend schied er aus dem aktiven Militärdienst aus.
Er starb am 22. Dezember 2010 in Universal City in Texas.

## Orden und Auszeichnungen
Walter Galligan erhielt im Lauf seiner militärischen Laufbahn unter anderem folgende Auszeichnungen:
- Air Force Distinguished Service Medal
- Distinguished Flying Cross
- Air Medal
- Meritorious Service Medal
- Air Force Commendation Medal
- Army Commendation Medal
- Air Force Presidential Unit Citation
- Air Force Outstanding Unit Award
- Air Force Combat Readiness Award
- American Campaign Medal
- National Defense Service Medal
- Vietnam Service Medal
- Air Force Longevity Award
- Gallantry Cross (Südvietnam)
- Vietnam Air Force Distinguished Service Order (Südvietnam)